# 興部町
興部町（日语：／ Okoppe chō */?）位於北海道鄂霍次克綜合振興局西部，緊鄰鄂霍次克海。當地主要產業是酪農業、林業和漁業，漁獲包括扇貝、鮭魚、毛蟹等。
町名源自阿伊努語的「o-u-kot-pe」（下游合流的地方），興部町在成立之初正是位於興部川和藻興部川匯合之處。

## 歷史
- 18世紀初：為松前藩支配的漁場區域。[3]
- 1889年：開始有人居住。
- 1898年：來自石川縣、高知縣、富山縣的移民前來進行開墾。
- 1909年：設置興部村外二村戶長役場。
- 1915年4月1日：紋別郡瑠橡村、沙留村、興部村合併為二級村興部村。[4]
- 1925年1月1日：西興部村從興部村分割獨立設置為北海道二級村。
- 1951年4月1日：興部村改制為興部町。

## 氣候
興部町屬於濕潤大陸性氣候。年溫差和日溫差相當大。町內降雪量也很大，和周邊的村落一同被指定為豪雪地帶。與被山岳地帶包圍的道央等地相比，興部町面向鄂霍次克海的沿岸降雪量少。雖然根據太陽的不同有溫差，但平均氣溫較溫和。

## 交通

### 機場
- 紋別機場 （位於紋別市）

### 鐵路
- 過去曾經有名寄本線、興濱南線通過轄區，現已廢線。

### 道路
| 一般國道 - 國道238號 - 國道239號 | 道道 - 北海道道334號中藻興部興部線 - 北海道道492號沙留停車場線 - 北海道道883號宇津澤木線 - 北海道道1055號紋別興部線 |

## 觀光景點
| - 興部公園 - 沙留岬 | - 興部豐野豎穴住居跡（北海道指定史跡） |

## 教育

### 高等學校
- 道立北海道興部高等學校

### 中學校
| - 興部町立興部中學校 | - 興部町立沙留中學校 |

### 小學校
| - 興部町立興部小學校 - 興部町立沙留小學校 | - 興部町立富丘小學校 - 興部町立豐野小學校 |

## 姊妹市・友好都市

### 海外
- Stettler（加拿大 亞伯達省）[5]

## 外部連結
- （日語）興部町觀光協會
- （日語）興部町鄉土資料館
- （日語）興部町休閒協會
- （日語）興部町商工會
- （日語）興部町國民健康保險醫院